# Квинтас, Ромуалдас
Ромуа́лдас Кви́нтас (Ромуальдас Квинтас, Ромас Квинтас; лит. Romualdas Kvintas, 16 июня 1953, Жагаре — 20 октября 2018) — литовский скульптор, автор мемориальных таблиц и нетривиальных по замыслу и исполнению памятников, установленных в Вильнюсе, скульптур различного рода в городах Литвы и других стран.

## Биография
В 1975—1981 годах учился в Художественном институте Литовской ССР (ныне Художественная академия в Вильнюсе). Там же работал старшим преподавателем (1982—1990). С 1983 года член Союза художников Литвы.
Умер после тяжёлой болезни.

## Творчество
Участвовал в выставках произведений малых форм (Вильнюс, 1979) и молодых художников (Москва, 1980), международной выставке новых форм (Чикаго, 1981), в Республиканской выставке молодых художников (Вильнюс, 1981), позднее во многих других выставках в Каунасе, Клайпеде, а также в Чехословакии (1983, 1985), Италии (1989), Германии (1989, 1990, 1991), Швейцарии (1990), Франции (1996). Персональные выставки прошли в Вильнюсе (1994, 1997, 2002, 2003), Бремене, Бадене (1990), Цюрихе (2000, 2001), Клайпеде (2001, 2004).
Скульптурные произведения установлены в Тракае, в Вильнюсе (в частности, в Библиотеке Адама Мицкевича), Каунасе и других городах Литвы, а также в Фанано (Италия), Амстердаме (Нидерланды). Работы находятся в частных коллекциях, приобретены Литовским художественным музеем, Третьяковской галереей.
Автор мемориальных таблиц в Вильнюсе, увековечивающих деятельность или пребывание в городе — доцента кафедры хорового дирижирования Вильнюсской консерватории и руководителя известного хора «Ажуолюкас» Германа Перельштейна (1998), художника Фердинанда Рущица (1999) и других выдающихся деятелей культуры. Мемориальная таблица в память о Рущице по инициативе Польского института была установлена 11 июня 1999 года на доме по улице Пилес (Замковая, в советское время Горького, Pilies g.), где художник некоторое время жил.
17 октября 2005 года на фасаде дома в Вильнюсе (улица Диджёйи, 1; так называемый «дом Франка») открыта мемориальная доска из песочно-розового мрамора с барельефом учёного работы скульптора Ромуалдаса Квинтаса в память мыслителя и учёного-медиевиста Л. П. Карсавина.
12 декабря 2006 года была открыта мемориальная доска в честь знаменитого русского писателя Ф. М. Достоевского на доме по улице Диджёйи, 20 (Большая, в советское время Горького, Didžioji g.). На том месте прежде находилась гостиница, в которой в апреле 1867 года проездом в Германию останавливался Достоевский с А. Г. Достоевской..
16 мая 2007 года в Старом городе Вильнюса у перекрёстка улиц Месиню и Диснос премьер-министр Литвы Гядиминас Киркилас и скульптор Ромас Квинтас открыли памятник «Гражданину Вильнюса доктору Цемаху Шабаду, прототипу доброго доктора Айболита». Памятник Шабаду возведён по инициативе Фонда литваков. Невысокий памятник (фигура доктора в старомодной шляпе 1,70 м) изображает Шабада и девочку с кошкой на руках. Цемах Шабад (1864—1935) был известным и популярным врачом и крупным общественным деятелем. Во время приездов в Вильну перед Первой мировой войной в его доме останавливался Корней Чуковский.
22 июня 2007 года в Вильнюсе на улице Басанавичяус (бывшая Погулянка) был открыт памятник французскому писателю Ромену Гари работы Ромаса Квинтаса. Бронзовая скульптура (созданная ещё в 2003) изображает автобиографического героя романа «Обещание на рассвете» — мальчика с галошей в руках. Памятник установлен по инициативе вильнюсского Клуба Ромена Гари при поддержке железнодорожной компании «Летувос гележинкеляй» („Lietuvos geležinkeliai“) и Фонда литваков (Litvakų fondas).
11 ноября 2007 году в Каунасе установлен памятник шансонье и актёру Даниэлюсу Дольскису работы Квинтаса .
9 сентября 2017 года в связи с 500-летием начала Реформации во дворе Евангелическо-лютеранской Церкви в Вильнюсе был открыт памятник Мартину Лютеру работы Ромуальдаса Квинтаса на невысоком гранитном постаменте в 30 см